# Марнославне мишенятко
Марнославне мишенятко (ісп. La Ratita Presumida) — народна казка про мишенятко та її численних залицяльників.

## Варіанти
Існує багато варіантів цієї казки. У деяких варіантах казки мишка спокушається відповіддю кота, який солодко нявкає на запитання, що він робитиме вночі. У цій версії мишка виходить заміж за кота, і кіт зазвичай з'їдає її в першу шлюбну ніч, хоча і не завжди.
В інших варіантах є третя частина, в якій мишеня падає в бульйон і вмирає, і навіть є четверта частина, в якій всі друзі мишеняти завдають собі шкоди, так чи інакше описуючи свої дії дзвоном, бо їм її шкода. Кожен із цих персонажів посилює серйозність своїх руйнівних дій, наспівуючи інший дзвін, але з паралелями з попереднім.
Головний герой історії також може мати різні уявлення, такі як лисиця або трохи мурашника або трохи таргана.

## Походження
Здається, ця казка виникла в усній традиції, а пізніше перейшла в літературну форму. Знову ж таки, її літературна форма могла породити різні варіації. Найдавніша згадка про цю казку міститься в «Lágrimas» (1839) і «La Gaviota» (1856) Фернана Кабальєро, але повна історія була написана лише пізніше, у її збірці казок «Cuentos, oraciones, adivinanzas y refranes populares» (1877). У цій ранній версії маленька мишка насправді є маленькою мурашкою, але вона все одно виходить заміж за мишку на ім'я Ратон Перес. Це маленьке мишеня (іспанською «ratón») згодом надихнуло падре Колому, який зробив її частиною іспанського традиційного фольклору, перетворивши її на свого роду Зубну фею.
Версія Фернана Кабальєро складається з чотирьох частин, пояснених у попередньому розділі. Третя і четверта частини мають сильний паралелізм з англійською казкою «Мишка-синичка» та «Непоказна Мишка», вперше зібрані в «Англійських казках Джозефа Джейкобса» (1890). Джозеф Джейкобс знайшов 25 варіантів одного і того ж дролу, розкиданого по всьому світу від Індії до Іспанії, і обговорює різні теорії його походження.
Друге літературне посилання можна знайти в Cuentos de mi tía Panchita (1920) Кармен Ліри, у якій, хоча вона визнає, що це та сама історія, що й у Фернана Кабальєро, вона також залишає місце для східного чи африканського походження. Насправді ця казка називається La Cucarachita Mandinga (Мандінга, маленька плотва), а Мандінга — це просто інша назва народу Мандінка. Це змушує припустити певний вплив рабів, привезених з Африки. Казки з книги стали частиною фольклору Коста-Ріки, але маленька плотва також відома на Кубі, у Мексиці та Панамі. У Панамі це стало ще більш важливим, оскільки це важлива частина панамського фольклору після того, як Рохеліо Сінан перетворив її на дитячу театральну п'єсу з музикою Гонсало Бренеса.
У деяких версіях тарган — це не Мандінга, а Мондінга, а в кубинській і карибській — Мартіна. Крім того, зображення головного героя також може змінюватися від країни до країни, ймовірно, залежно від більшого впливу Кармен Ліри чи Фернана Кабальєро. Пуерто-риканська версія Пури Бельпре (як їй розповіла її бабуся) була першою опублікованою в США, перекладена як «Перес і Мартіна: пуерто-риканська народна казка» (1932). У 1936 році Сатурніно Каллеха опублікував іншу версію La hormiguita se quiere casar, у якій миша врятована від бульйону маленькою мурашкою.
Є кілька сучасних версій, про які варто згадати, оскільки їх можна легко знайти в дитячих книжкових магазинах: версія Деніела Мортона (La Cucaracha Martina: карибська народна казка), яка, здається, вкорінюється у версії Белпре, і версія Джо Хейса, який замінив плотву метеликом у своїй казці «Маріпоза: метелик» або «Маріпоза Маріпоса: щаслива казка про Ла». Метелик Маріпоза.

## Виховне значення
Структура цієї казки робить її придатною для персоналізації та адаптації до конкретних дітей, які її чують. Це також корисно навчати дітей про тварин та їх різні звуки. Небезпеку можна навчити асоціюватися з предметами, згадуючи об'єкти, які можуть завдати їм шкоди або речам, з якими вони не повинні грати.